# Huaqiu
Huaqiu (kinesiska: 花秋, 花秋镇) är en köpinghuvudort i Kina. Den ligger i provinsen Guizhou, i den sydvästra delen av landet, omkring 160 kilometer norr om provinshuvudstaden Guiyang. Antalet invånare är 35 964. Befolkningen består av 17 568 kvinnor och 18 396 män. Barn under 15 år utgör 29,0 %, vuxna 15-64 år 60 %, och äldre över 65 år 9,0 %.